# Łukasz Madziar
Łukasz Madziar (ur. 4 kwietnia 1982 w Warszawie) – polski reżyser filmowy, producent i scenarzysta.

## Życiorys

### Edukacja
Studiował na Wydziale Reżyserii Filmowej w Krakowskiej Szkole Filmu i Komunikacji Audiowizualnej oraz na Wydziale Zarządzania Zasobami Informacyjnymi w warszawskiej Mila College. W latach 2006–2007, był członkiem warszawskiego klubu filmowego AKF Sawa.

### Kariera
Debiutował w 2009 roku w Gnieźnie na Ogólnopolskim Festiwalu Filmowym Offeliada filmem „Klucz”, w którym główną rolę męską zagrał Marcin Kwaśny. Kolejny jego film, „First Time” miał premierę w 2015 roku, główne role zagrali: Sebastian Cybulski i Weronika Łukaszewska. W 2018 roku wyreżyserował nagradzany na festiwalach Stukpuk. W 2019 roku nakręcił film pt. „Julia. 13 grudnia”, gdzie pokazał dramatyczne oblicze psychozy poporodowej. Tym razem główne role stworzyli: Sebastian Cybulski, Maria Patykiewicz i Andrzej Popiel.

## Filmografia

### Krótkometrażowe filmy fabularne
- 2009: „Klucz”
- 2015: „First Time”
- 2018: „Stukpuk”
- 2019: „Julia. 13 grudnia”